# Latgale (Riga)
Latgale è una divisione amministrativa della città di Riga; al 1º gennaio 2017 contava 178.900 abitanti.
Venne istituito il 1º settembre 1941 con il nome di Mosca ed ha assunto il nome attuale il 28 dicembre 1990, durante il Terzo Risveglio nazionale lettone.

## Quartieri
- Avotu iela
- Dārzciems
- Dārziņi
- Grīziņkalns
- Ķengarags
- Maskavas forštate
- Pļavnieki
- Rumbula
- Šķirotava